# Штрайтгаузен
Штрайтгаузен (нім. Streithausen) — громада в Німеччині, розташована в землі Рейнланд-Пфальц. Входить до складу району Вестервальд. Складова частина об'єднання громад Гахенбург.
Площа — 3,92 км2. Населення становить 496 ос. (станом на 31 грудня 2020).